# جلجالة
جلجلة هي بلدة في منطقة باري في الصومال. تحتوي المدينة على علامات قديمة للرموز والصلبان الدينية وبقايا قديمة لرجوم توجد عادة في مناطق سناج وباري بالصومال.

## حملة جلجلة
بدأت حملة جلجالة في 24 يوليو 2010 عندما هاجم مسلحون بقيادة تاجر أسلحة سيئ السمعة وعضو في حركة الشباب، محمد سعيد أتوم نقطة تفتيش في بلدة كارين، جنوب مدينة بوصاصو التجارية. ردت قوات أمن بونتلاند بمهاجمة القاعدة الرئيسية لمسلحي أتوم في جالجالا في 13 أغسطس 2010. وبلغت الحملة ذروتها في 31 أكتوبر 2010.

## روابط خارجية
- laasqoray.net
- maakhir.net
- galgalanews.com